# Молода і прекрасна (фільм)
«Молода і прекрасна» (фр. Jeune et Jolie) — французька драма режисера Франсуа Озона (був також сценаристом), що вийшла в 2013 році. У головних ролях Марина Вакт, Шарлотта Ремплінг, Жеральдін Пайя та інші.
Продюсерами були Ніколя Альтмає і Ерік Альтмає. Вперше фільм продемонстрували 16 травня 2013 року у Франції на Каннському кінофестивалі. В Україні прем'єра фільму запланована на 29 серпня 2013 року.

## Сюжет
Фільм про 17-річну дівчину, що намагається знайти себе через свою сексуальність. Стрічка поділена на чотири частини, що символізують пори року.

## У ролях
| Актор             | Персонаж                | Роль                 |
| ----------------- | ----------------------- | -------------------- |
| Марина Вакт       | Ізабель (фр. Isabelle)  | 17-річна француженка |
| Жеральдін Пайя    | Сільві (фр. Sylvie)     | мама Ізабель         |
| Фредерік П'єро    | Патрік (фр. Patrick)    | вітчим Ізабель       |
| Фантін Рева       | Віктор (фр. Victor)     | брат Ізабель         |
| Шарлотта Ремплінг | Аліс (фр. Alice)        |                      |
| Наталі Рішар      | Веронік (фр. Véronique) |                      |

## Сприйняття

### Критика
Фільм отримав загалом позитивні відгуки: Rotten Tomatoes дав оцінку 92 % на основі 12 відгуків від критиків (середня оцінка 6,4/10), Internet Movie Database — 7,0/10 (400 голосів), AlloCiné — 3,7/5 (26 відгуків критиків) і 3,4/5 від глядачів (1 163 голоси).
Ігор Грабович в «Українська правда. Життя» поставив фільму 4,5/5, сказавши, що «„Молода та прекрасна“ —  фільм на любителя, проте він вартий перегляду. З французькими фільмами майже завжди так: надто істотними є економічні, культурні та інші розбіжності між нами, аби ми приймали сюжети їхніх фільмів без застережень чи упереджень. Ми так нічого і не дізнаємося про сім'ю Ізабель, про те, чим вона живе і як, матимемо мінімум відомостей про саму дівчину, яка залишиться непроникною і до фіналу, і поза фіналом. Водночас у цій закритості можна відшукати великий плюс нового фільму Озона, який підштовхує тебе до різного роду рефлексій та фантазій».

### Нагороди і номінації[8]
| Рік  | Нагорода                | Категорія             | Номінант     | Результат |
| ---- | ----------------------- | --------------------- | ------------ | --------- |
| 2013 | Каннський кінофестиваль | Золота пальмова гілка | Франсуа Озон | Номінація |